# Élections législatives de 1951 dans le Finistère
Les élections législatives françaises de 1951 se déroulent le 17 juin.

## Scrutin
Représentation proportionnelle suivant la règle de la plus forte moyenne dans le département, sans panachage. 
Le vote préférentiel est admis. Il y a 627 sièges à pourvoir.
Dans le département du Finistère, dix députés sont à élire.

## Candidats

### Liste du Rassemblement du peuple français
| N° | Candidats | Candidats        | Parti | Principales fonctions                                             |
| -- | --------- | ---------------- | ----- | ----------------------------------------------------------------- |
| 01 |           | Joseph Pinvidic  | RPF   | Sénateur, maire de Landivisiau, vétérinaire                       |
| 02 |           | Joseph Halléguen | RPF   | Maire de Quimper                                                  |
| 03 |           | Alfred Chupin    | RPF   | Maire de Brest                                                    |
| 04 |           | Jean Crouan      | RPF   | Maire de Quéménéven, ancien député                                |
| 05 |           | Jean Fichoux     | RPF   | Maire d'Arzano, cultivateur                                       |
| 06 |           | Hervé Gloaguen   | RPF   | Cultivateur à Mahalon, conseiller général du canton de Pont-Croix |
| 07 |           | M. Renault       | RPF   | Secrétaire de l'Action Ouvrière, Brest                            |
| 08 |           | Jean Le Duc      | RPF   | Maire de Morlaix, ancien député                                   |
| 09 |           | Hervé Lancien    | RPF   | Inspecteur d'assurances, conseiller général du canton de Carhaix  |
| 10 |           | Roger Évrard     | RPF   | Dessinateur d'entreprise, Quimper                                 |

### Liste du Mouvement républicain populaire
| N° | Candidats | Candidats       | Parti | Principales fonctions                                                        |
| -- | --------- | --------------- | ----- | ---------------------------------------------------------------------------- |
| 01 |           | André Colin     | MRP   | Ancien Ministre de la Marine marchande, député sortant                       |
| 02 |           | André Monteil   | MRP   | Secrétaire d'État à la Marine, député sortant                                |
| 03 |           | Emmanuel Fouyet | MRP   | Employé de commerce, conseiller général du canton de Brest-1, député sortant |
| 04 |           | Louis Orvoën    | MRP   | Cultivateur à Moëlan-sur-Mer, député sortant                                 |
| 05 |           | Louis Guillou   | MRP   | Cultivateur à Cléder, député sortant                                         |
| 06 |           | Louise Le Roux  | MRP   | Conseillère municipale de Brest                                              |
| 07 |           | Jean Manis      | MRP   | Commerçant à Châteaulin                                                      |
| 08 |           | Jean Sergent    | MRP   | Cultivateur, maire de Beuzec-Cap-Sizun                                       |
| 09 |           | René Le Floch   | MRP   | Patron-pêcheur à Kérity, Penmarch                                            |
| 10 |           | Hervé Creff     | MRP   | Employé, adjoint au maire de Landerneau                                      |

### Liste d'Union républicaine, résistante et antifasciste présentée par le Parti communiste français
| N° | Candidats | Candidats            | Parti | Principales fonctions                                                                         |
| -- | --------- | -------------------- | ----- | --------------------------------------------------------------------------------------------- |
| 01 |           | Alain Signor         | PCF   | Député sortant, instituteur, ancien résistant                                                 |
| 02 |           | Gabriel Paul         | PCF   | Député sortant, conseiller municipal de Brest, ouvrier de l'Arsenal, ancien résistant         |
| 03 |           | Marie Lambert        | PCF   | Député sortant, conseillère municipale de Landerneau, ménagère                                |
| 04 |           | Pierre Mazé          | PCF   | Conseiller municipal de Brest, ouvrier du bâtiment, ancien résistant                          |
| 05 |           | Alphonse Penven      | PCF   | Conseiller général, maire de Huelgoat, cultivateur, ancien résistant                          |
| 06 |           | Jos Pencalet         | PCF   | Conseiller municipal de Douarnenez, patron-pêcheur, ancien résistant                          |
| 07 |           | Anna Donnard         | PCF   | Ouvrière d'usine à Penmarch, organisatrice des syndicats de la conserve                       |
| 08 |           | Pierre Guéguin       | PCF   | Instituteur à Rosporden, fils de Pierre Guéguin, maire de Concarneau, fusillé à Châteaubriant |
| 09 |           | Pierre Kerneis       | PCF   | Maire de Carhaix, ébéniste et professeur de musique                                           |
| 10 |           | François Tournevache | PCF   | Conseiller municipal de Morlaix, cheminot, syndicaliste                                       |

### Liste de la section française de l'Internationale ouvrière
| N° | Candidats | Candidats               | Parti | Principales fonctions                                                                                  |
| -- | --------- | ----------------------- | ----- | --- |
| 01 |           | François Tanguy-Prigent | SFIO  | Député sortant, ancien ministre, conseiller général du canton de Lanmeur, maire de Saint-Jean-du-Doigt |
| 02 |           | Eugène Reeb             | SFIO  | Député sortant, conseiller municipal de Concarneau                                                     |
| 03 |           | Hervé Mao               | SFIO  | Inspecteur adjoint des PTT, maire de Châteaulin                                                        |
| 04 |           | Marie Jacq              | SFIO  | Ménagère, Henvic                                                                                       |
| 05 |           | Charles Fourmel         | SFIO  | Ouvrier à l'Arsenal de Brest                                                                           |
| 06 |           | Louis Huitric           | SFIO  | Cultivateur, maire de Saint-Yvi                                                                        |
| 07 |           | Robert Arnault          | SFIO  | Conducteur de chantiers aux Ponts et Chaussées, conseiller municipal de Brest                          |
| 08 |           | Hervé Le Corre          | SFIO  | Artisan plâtrier, conseiller municipal de Douarnenez                                                   |
| 09 |           | Pierre-Louis Pinsec     | SFIO  | Cultivateur, maire de Plounévézel                                                                      |
| 10 |           | Jean Floch              | SFIO  | Menuisier, maire de Saint-Martin-des-Champs                                                            |

### Liste indépendante d'action professionnelle et paysanne
| N° | Candidats | Candidats              | Parti | Principales fonctions                          |
| -- | --------- | ---------------------- | ----- | ---------------------------------------------- |
| 01 |           | Jean-François Mévellec | DVD   | Propriétaire exploitant agricole à Coray       |
| 02 |           | Georges Morizo'o       | DVD   | Commerçant à Quimper                           |
| 03 |           | Charles Tiercelet      | DVD   | Commerçant, Brest                              |
| 04 |           | Pierre Abéguilé        | DVD   | Propriétaire exploitant agricole à La Martyre  |
| 05 |           | Jean Poulhazan         | DVD   | Propriétaire exploitant agricole à Kerfeunteun |
| 06 |           | Edouard Aud'hui        | DVD   | Représentant de commerce, Huelgoat             |
| 07 |           | Hyacinthe Belbéoc'h    | DVD   | Propriétaire exploitant agricole à Pouldavid   |
| 08 |           | Arthur Rabadeux        | DVD   | Commerçant à Quimper                           |
| 09 |           | Mathurin Le Gac        | DVD   | Propriétaire exploitant agricole à Mellac      |
| 10 |           | Yves Le Guélaff        | DVD   | Courtier à Quimper                             |

### Liste du Rassemblement des gauches républicaines et de l'Union démocratique et socialiste de la résistance
| N° | Candidats | Candidats       | Parti   | Principales fonctions                                                                   |
| -- | --------- | --------------- | ------- | --------------------------------------------------------------------------------------- |
| 01 |           | Claude Panier   | Radical | Ancien membre des cabinets des ministres de l'Air et des Anciens combattants, Locquirec |
| 02 |           | Louis Pouliquen | Radical | Cultivateur, conseiller municipal de Plounéour-Ménez                                    |
| 03 |           | René Daniel     | Radical | Inspecteur primaire, Brest                                                              |
| 04 |           | Pierre Boussard | Radical | Commerçant, maire d'Argol                                                               |
| 05 |           | René Coroller   | Radical | Cultivateur, expert agricole, Langolen                                                  |
| 06 |           | Lucien Sarrazin | Radical | Retraité, adjoint au maire de Pont-l'Abbé                                               |
| 07 |           | François Henry  | Radical | Industriel (exploitant ardoisier), maire de Motreff                                     |
| 08 |           | James Lucas     | Radical | Chirurgien-dentiste, conseiller municipal de Morlaix                                    |
| 09 |           | Louis Kerboriou | RGR     | Artisan peintre-décorateur à Brest                                                      |
| 10 |           | Jean Kerrest    | UDSR    | Administrateur de la France d'Outre-Mer, maire de Landévennec                           |

## Élus
| Identité                                                                    | Parti | Parti      |
| --------------------------------------------------------------------------- | ----- | ---------- |
| Joseph Pinvidic                                                             |       | RPF        |
| Alfred Chupin                                                               |       | RPF        |
| Joseph Halléguen → 31 janvier 1955 • à partir du 3 avril 1955 : Jean Crouan |       | RPF • CNIP |
| André Colin                                                                 |       | MRP        |
| Emmanuel Fouyet                                                             |       | MRP        |
| André Monteil                                                               |       | MRP        |
| Alain Signor                                                                |       | PCF        |
| Pierre Hervé                                                                |       | PCF        |
| François Tanguy-Prigent                                                     |       | SFIO       |
| Eugène Reeb                                                                 |       | SFIO       |

## Résultats
| Parti    | Parti    | Tête de liste           | Résultats | Résultats | Sièges |
| Parti    | Parti    | Tête de liste           | Voix      | %         | Sièges |
| -------- | -------- | ----------------------- | --------- | --------- | ------ |
|          | RPF      | Joseph Pinvidic         | 104 348   | 27,83     | 3      |
|          | MRP      | André Colin             | 94 659    | 25,24     | 3      |
|          | PCF      | Alain Signor            | 78 541    | 20,94     | 2      |
|          | SFIO     | François Tanguy-Prigent | 60 449    | 16,12     | 2      |
|          | DVD      | Jean-François Mévellec  |           |           |        |
|          | RGR-UDSR | Claude Panier           |           |           |        |
|          |          |                         |           |           |        |
| Inscrits | Inscrits | Inscrits                | 471 800   | 100,00    | 10     |
| Votants  | Votants  | Votants                 | 375 570   | 79,60     |        |
| Exprimés | Exprimés | Exprimés                | 375 012   | 99,85     |        |